# Nowa Świdnica
Nowa Świdnica est une localité polonaise de la gmina d'Olszyna, située dans le powiat de Lubań en voïvodie de Basse-Silésie.